# Pudisoo jõgi
Pudisoo jõgi är ett vattendrag i Estland. Det ligger i Harjumaa, i den centrala delen av landet, 50 km öster om huvudstaden Tallinn. Vattendraget mynnar i bukten Kolga laht i Finska viken.